# Hastings District, Nya Zeeland
Hastings District är en territoriell myndighet i regionen Hawke's Bay på Nordön i Nya Zeeland. Staden Hastings är administrativt centrum och distriktet hade 81 537 invånare vid folkräkningen 2018.
Hastings District bildades 1 november 1989 genom en sammanslagning av de tre tidigare lokala myndigheterna: Hastings City Council, Hawke's Bay County Council och Havelock North Borough Council.

## Geografi
I söder gränsar Hastings District till Central Hawke's Bay District och i väst till Rangitikei District, i nordöst Whakatane District. Distriktet gränsar i nordväst till Taupo District och i norr gränsar distriktet till Wairoa District. Den östliga gränsen utgörs av bukten Hawke Bay och Napier.

## Indelning
Hastings District är indelat i fem wards; Hastings/Havelock North Ward, Flaxmere Ward, Kahuranaki Ward, Mohaka Ward och Heretaunga Ward.

## Ekonomi
Distriktets arbetskraft bestod 2013 av 39 900 anställda i 8 862 företag.
De fem största industrierna sett till antal anställda är:
- jordbruk, skogsbruk och fiske (20,8%)
- tillverkningsindustri (14,0%)
- hälso- och sjukvård, samt socialtjänst (13,3%)
- administrativa och stödtjänster (7,4%)
- detaljhandel (7,4%)

Procenttalen anger andel av det totala antalet anställda.

## Befolkning
Vid folkräkningen 2018 hade Hastings District 81 537 invånare, vilket utgör 1,7 % av Nya Zeelands befolkning. Det var en ökning med 11,3 % sedan 2013 års folkräkning.

### Befolkningsutveckling
| Befolkningsutvecklingen i Hastings District 1986–2018 | Befolkningsutvecklingen i Hastings District 1986–2018 | Befolkningsutvecklingen i Hastings District 1986–2018 | Befolkningsutvecklingen i Hastings District 1986–2018 | Befolkningsutvecklingen i Hastings District 1986–2018 |
| ----------------------------------------------------- | ----------------------------------------------------- | ----------------------------------------------------- | ----------------------------------------------------- | ----------------------------------------------------- |
|                                                       |                                                       |                                                       |                                                       |                                                       |
| År                                                    |                                                       |                                                       | Folkmängd                                             |                                                       |
| 1986                                                  | 1986                                                  |                                                       | 64 371                                                |                                                       |
| 1991                                                  | 1991                                                  |                                                       | 64 693                                                |                                                       |
| 1996                                                  | 1996                                                  |                                                       | 66 279                                                |                                                       |
| 2001                                                  | 2001                                                  |                                                       | 67 428                                                |                                                       |
| 2006                                                  | 2006                                                  |                                                       | 70 842                                                |                                                       |
| 2013                                                  | 2013                                                  |                                                       | 73 245                                                |                                                       |
| 2018                                                  | 2018                                                  |                                                       | 81 537                                                |                                                       |
|                                                       |                                                       |                                                       |                                                       |                                                       |